# 아일리우스 아리스티데스
푸블리우스 아일리우스 아리스티데스 테오도로스(그리스어: Αἴλιος Ἀριστείδης; 서기 117년–181년)는 그리스인 연설가이자 저술가로, 네로 재위부터 대략 서기 230년까지 번성했던 유명하고 대단한 영향력을 지녔던 연설가 집단인 제2 소피스트 출신 중 가장 뛰어나다고 평가받는다. 안토니누스 피우스와 마르쿠스 아우렐리우스 재위 때부터의 것으로 추정되는, 50개 이상의 연설문 및 다른 저작들이 남아 있다. 그의 초기 성공은 장기간 앓던 질병으로 인해 중단되고 마는데, 그는 이 질병에 대하여 의료의 신 아스클레피오스와의 신성한 대화를 통해 증상 완화를 바랐고, 그의 성지에서 잠을 자는 동안 꿈에서 나온 내용을 해석하고 따르는 것으로 효과를 받았다. 나중에 그는 이때의 경험을 '신성한 이야기'(Hieroi Logoi)라는 이름의 담화론에 기록해 두었다. 시간이 흘러, 아리스티데스는 연설가로서 생활을 다시 시작하는데, 필로스트라토스가 "아리스티데스는 그의 분야에서 가장 조예가 깊은 소피스트들 중 하나"라는 평가를 내릴 정도로 대단한 성공을 거뒀다.

## 생애
아리스티데스는 미시아의 농촌 지역인 하드리아니에서 태어난 것으로 추정한다. 부유한 지주였던 그의 아버지는 아리스티데스가 최상의 교육을 받을 수 있게끔 해주었다. 아리스티데스는 처음에는 스미르나에서 코티아이움의 알렉산드로스 (나중에 마르쿠스 아우렐리우스의 개인 교사)밑에서 공부를 하였고, 그 후로는 당시 가장 뛰어난 소피스트들에게 배움을 얻기 위하여 여러 도시로 여행을 떠났으며 이 중에는 아테네와 알렉산드리아 등이 있었다.
그의 학습에 주춧돌은 서기 141년의 이집트로 향한 것이었다. 이집트로 가던 중에 그는 연설가로서 생활을 시작했고, 코스, 크니도스, 로도스, 알렉산드리아에서 연설을 했다. 이집트에서 여정 중에 나일강 수원을 찾고자 상류를 거슬러 올라가기도 했으며, 그는 이후 '이집트 담론'에 이 내용을 자세히 전하였다. 병을 앓으면서, 그는 스미르나로 돌아왔고, 이집트 신 세라피스에게 조언을 구하며 건강을 회복해보고자 하였다 (그의 가장 초창기 연설문 '세라피스에 대하여'에 기재).
연설가로서 자신의 직업을 한층 발전시키기 위하여, 서기 143년 말에 그는 로마로 떠났으나, 그의 열망은 심각한 지병으로 좌절되고 말았다. 그는 스미르나로 돌아왔다. 회복을 바랐던 그는 마침내 '고대 세계의 최고 치료의 신' 아스클레피오스에게 의탁했고, '고대 세계 최고의 치료소'였던 페르가뭄의 아스클레피오스 신전으로 향하였는데, 이곳에선 환자들이 신전의 바닥에서 잠을 잤는데, 그러면 꿈에서 받은 신으로부터 처방을 기록하였다. 아리스티데스에게는 처방이 단식, 특이한 식단, 방혈, 관장, 구토, 그리고 목욕을 삼가하는 등이었다.
재발한 지병에도 불구하고, 서기 147년 쯤에 아리스티데스는 저술가 및 비정기 강사로서 경력을 이어나갔으며, 그러면서도 그는 그의 지위의 시민으로서 기대되는 여러 공공 및 종교적 의무로부터 합법적인 면제를 바랐다. 서기 154년에 그는 자신의 경력을 전면적으로 재개할 만큼 충분히 건강했으며, 그리스 및 로마로 강연을 떠나, 로마에서는 황궁에 출입하기도 했는데, 여기서 그는 그의 가장 유명한 연설문 '로마에 대하여'를 연설하였다. 그는 또한 제자들을 두기도 했으며, 가장 유명한 이가 소피스트 다미아노스이다.
서기 165년에, 아리스티데스는 당시 로마 제국을 쑥대밭으로 만들던 이른바 안토니누스 역병 (천연두)과 마주쳤다. 그는 살아남았지만, 활동이 줄게 됐고 아스클레피오스에 대한 헌신을 재개하였다. 서기 171년에 그는 거의 30년이 넘는 동안에 꿈에서 아스클레피오스에게서 받은 다양한 계시와 식견을 기록한 '신성한 이야기'를 쓰기 시작하였다.
그의 최대 경력적 성공은 서기 176년에 이뤄졌는데, 이때 마르쿠스 아우렐리우스가 스미르나를 방문했고 아리스티데스는 황제가 대단히 인상을 받은 연설을 하였다. 그의 최대의 공인으로서 성공은 서기 177년에 이뤄졌으며, 이때 지진이 스미르나를 파괴했고, 아리스티데스는 마르쿠스 아우렐리우승게 호소문을 적어 보냈는데 이 호소문은 파괴된 스미르나의 재건을 위한 제국의 기금을 마련하는 데 몹시나 효과적이어서 필로스트라토스는 "아리스티데스가 스미르나를 세웠다고 말하는 것은 단순히 과장된 찬사가 아니라 가장 정확한 진실이다."이라고 할 정도였다. 아리스티데스의 청동상이 스미르나의 시장에 세워졌고, '그의 대한 선량함과 연설을 위하여'라는 문구가 새겨졌다.
아리스티데스는 미시아에 있는 전원 지역에서 은거하며 말년을 보냈고, 서기 181년에 사망했다. 아리스티데스 이후 세대를 산, 가장 유명한 고대 시대의 의사 갈레노스는 "영혼이 본연적으로 강인하고 육체는 약한 이들, 나는 그런 자를 거의 보지 못했다. 그런 자들 중 한 명이 아리스티데스였다... [그는] 가장 저명한 연설가였다. 그가 생애 내내 가르침과 연설 활동을 했기에 그의 모든 육신이 고갈되어 버린 일이 일어난 것이다."라고 하였다.

## 활동
아일리우스의 '다방면의 서적 출판...은 당시 그를 거물로 만들었고', 그 이후 그의 작품 (공공 및 사적 행사를 위한 연설문, 논쟁적 에세이, 역사적 주제에 대한 연설문, 신들에 대한 찬양 목적의 산문)에 대한 인기는 그를 '헬레니즘 전파에 있어 중추적 인물'이라는 평가를 성립하게 했다 (글렌 바워삭).
많은 소피스트들과 달리, 아리스티데스는 즉흥적 말하기를 싫어했다. 필로스트라토스에 따르면, "그의 타고난 재능은 즉흥적으로 말하는 쪽이 아니었기에, 그는 철저한 검토를 거친 후에 입을 열었다...그는 타고난 재능을 갖고 있었으며 무의미한 말을 그의 연설에서 정제해냈다."라고 하였다. 그가 스미르나에서 마르쿠스 아우렐리우스를 만났을 때 황제는 그에게 연설을 요청했고, 아리스티데스는 "저는 연설을 마구 토해내는 자가 아니라 완벽하게 하려는 자이기에, 오늘 주제를 제시하시고 내일 들으러 오십시오."라고 답하였다.
스미르나에 대하여 아리스티데스의 현존하는 저작물 다섯 개가 남아있다. 그 첫 번째인, 도시를 방문하는 관리들을 위한 관광 안내문의 일종인 '스미르나 연설'은 '고대 스미르나에 대한 최고의 묘사'를 전한다. 다른 저작물은 서기 177년에 일어난 파괴적인 지진 전후의 도시를 묘사하며, 여기에는 '스미르나에 관하여 황제에게 보낸 서신'이 있는데 당시 도움을 청하는 이 간청을 읽은 마르쿠스 아우렐리우스는 '서신 위로 눈물을 흘렸다' 고 하며 감명을 받았다고 하였다.
'플라톤을 향하여: 4인을 옹호하며'에서, 아리스티데스는 '신을 믿지 않는 팔레스타인의 불경한 자들'들과 비교하며 한 군중 무리를 조롱하며 비판하였다:
이 자들이 아첨꾼이나 자유민만으로서 분류되어서는 안 된다. 그들이 아첨꾼들 마냥 기만을 하고, 마치 높은 지위에 있는 것처럼 무례한데, 두 가지 극단적이고 양반되는 악, 비열함, 고의성과 연관되어 있고 팔레스타인의 불경한 자들처럼 행동하기 때문이다. 그 자들의 불경에 대한 증거는 이들이 신을 믿지 않는다는 것이다. 그리고 특정한 방식에서 이 자들은 그리스 민족, 정확히는 고등한 그 모든 것들로부터 떨어져 나갔다.
그의 가장 유명한 연설문은 '로마에 대하여'로, 그는 이를 로마에 있는 황궁 앞에서 연설했는데, 연설 중에 아리스티데스는 '로마 제국 그리고 그에 대한 의견 팍스 로마나'를 찬미하고, '로마의 업적에 대한 장엄한 청사진을 그렸다.'. "결론을 짓는 내용을 담은 한 구절은...로마 세계의 창조를 질서 있는 우주의 창조와 비교하고 로마 세계를 신들이 즐거워 할 수 있는 완벽한 상태로 표현하는데, 왜나하면 로마가 이런 것들에 진심을 다하기 때문이다." 이 연설은 '안토니누스 왕조에 대한 역사의 우호적 평가의 기반'이 되었을 것이며, 도미티아누스에서 콤무두스까지 기간이 인류사의 최대 행복한 시기라고 한 기번의 유명한 선언에 영감을 미쳤다.

## 신성한 이야기
6권으로 구성된 '신성한 이야기'는 고전 명작이다. 치유신 아스클레피오스가 꿈에서 아리스티데스에게 한 계시들에 대한 기록으로... 신전 의료들과 관련된 풍습들의 증거로서, 그리고 서구권에서는 비기독교인 작가가 전한, 개인의 종교적 경험에 대한 직접적 기록물로서 중요하다. 현대 학계는 아일리우스의 질병 (진짜이던 혹은 상상에 의한 것이던)에 대한 속성 및 그의 종교적 경험에 대한 의미에 관한 확장을 목격했고, 다수의 학자들은 아일리우스의 인상 관리에 정신분석학적 이론들을 적용시키고 여러 결론들에 도달하고 있다.

## 참고 문헌
- Behr, C.A., 1968. Aelius Aristides and the Sacred Tales. Amsterdam: Hakkert.
- Behr, Charles A., trans., 1981. P. Aelius Aristides: The Complete Works, vol. 2 (published first). Leiden: Brill.
- Behr, Charles A., trans., 1986. P. Aelius Aristides: The Complete Works, vol. 1 (published second). Leiden: Brill.
- Grant, Michael, 1994. The Antonines: The Roman Empire in Transition. London & New York: Routledge.
- Hornblower, Simon and Antony Spawforth, editors, 1996. The Oxford Classical Companion, Third Edition. Oxford Univ. Press.
- Oliver, James H., 1953. "The Ruling Power: A Study of the Roman Empire in the Second Century after Christ through the Roman Oration of Aelius Aristides" (including full Greek text and English translation of the oration) in Transactions of the American Philosophical Society, Vol. 43, No. 4 (1953), pp. 871–1003.
- Petsalis-Diomidis, Alexia, 2010. Truly Beyond Wonders: Aelius Aristides and the Cult of Asklepios. Oxford Univ. Press (Oxford Studies in Ancient Culture & Representation).
- Trapp, Michael, ed. and trans. Aelius Aristides: Orations, Volume I. Loeb Classical Library 533. Cambridge, MA: Harvard University Press, 2017.
- Wright, Wilmer C., trans., 1922. Philostratus: Lives of the Sophists. Loeb Classical Library.